# Салостин, Николай Демьянович
Никола́й Демья́нович Салостин (1907 — не позднее 1944) — советский футболист, защитник.

## Биография
Всю карьеру провёл в ленинградской команде Завод им.Сталина (в первенстве СССР — «Сталинец», впоследствии — «Зенит»), за исключением сезона 1934, когда выступал в осеннем круге чемпионата Ленинграда за команду ленинградского областного суда (ЛОС). В 1936—1939 годах в первенстве СССР провёл более 20 матчей, забил один гол.
Погиб во время Великой Отечественной войны.